# Codex Trivulzianus

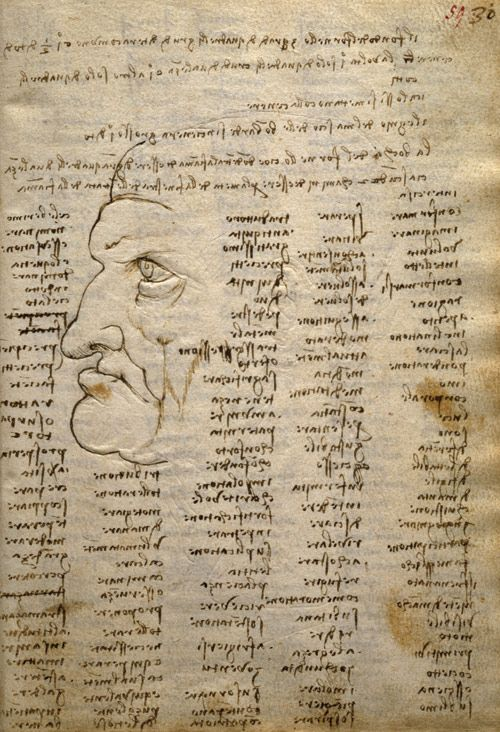
Pagină din Codexul Trvulzianus

Codexul Trivulzianus este un manuscris realizat de către Leonardo da Vinci între anii 1487 și 1490, aflat la Castelul Sforza din Milano. Din 62 de file au rămas 55. În interiorul său există liste de cuvinte de origine latină, caricaturi, precum și studii de arhitectură militară și religioasă.